# モリーブ
モリーブ（molive）は、滋賀県守山市播磨田町に位置するショッピングセンターである。

## 概要
琵琶湖大橋取付道路（滋賀県道11号守山栗東線）沿いに位置する。平和堂による運営のアル・プラザ守山を核店舗に、40の専門店が入居している。株式会社ザイマックスのグループ会社である株式会社ザイマックス関西が運営している。
名称の「モリーブ」は、地名の「守山」と生活を意味する「リブ（Live）」を合わせた造語である。なお、東京都港区に本社を置く「一般社団法人 モリーブ」（MoLive）は当施設とは無関係だが、2014年（平成26年）設立であるという点が共通する。
1994年（平成6年）10月19日に三井不動産商業マネジメントによる運営のららぽーと守山として開業した。ららぽーとの新規開業施設、及び郊外型施設としてはららぽーと船橋ショッピングセンター（現・ららぽーとTOKYO-BAY）に次ぐ2号館だった（ららぽーと志木は既存の商業施設から転換した都市型ショッピングセンターだった）。2004年のららぽーと甲子園開業に合わせてららぽーとは新ロゴの使用を開始したが、当館は旧ロゴのまま据え置かれ、また「三井ショッピングパーク」としても扱われていなかった。
2014年（平成16年）10月20日に運営会社が交代し、モリーブに改称した。モリーブへの改称後、2015年（平成27年）3月31日にららぽーと守山の公式サイトが閉鎖された。

## 沿革
- 1994年（平成6年）10月19日 - ららぽーと守山として開業[4]。
- 2005年（平成17年）- 外壁、駐車場を改修。
- 2012年（平成24年）9月 - アル・プラザ、一部専門店を改装。
- 2014年（平成26年）10月20日 - 運営会社の変更に伴い、施設名をモリーブに改称[5]。

## 主なテナント

### 1階
- パリクロアッサン（アル・プラザ守山に所属）
- ミスタードーナツ（アル・プラザ守山に所属）
- サイゼリヤ
- ロッテリア
- 小川珈琲
- 阪急ベーカリー
- ATM
  - 滋賀銀行
  - 関西みらい銀行
  - 京都銀行
  - 滋賀中央信用金庫
  - 近畿労働金庫

### 2階
- meets
- ハニーズ

### 屋外
- サイクルベースあさひ
- 宝くじチャンスセンター
- コイン洗車機

その他のテナントについてはフロアガイドを参照。

### かつて存在したテナント
- ココス
- モビーディック
- ピアジョリー（ハンバーグ、オムライス）
- レインボーハット（アイスクリーム）
- ロッテリアプラス

## フロア構成
| 階 | フロア概要                                                          |
| -- | ------------------------------------------------------------------- |
| RF | 屋上駐車場                                                          |
| 3F | 屋内駐車場                                                          |
| 2F | ファッションとキッズのフロア 衣料品・文具・平和書店・プレイランド   |
| 1F | 食品と暮らしとサービスと飲食のフロア 平和堂食品館・家庭用品・催事場 |

エレベーターとエスカレーターは館内にそれぞれ2箇所設置されており、全て日立製である。

## 周辺施設
- アクト守山 - 平和商事運営の大型アミューズメント施設
- エディオン守山店
- アヤハディオ守山店
- 滋賀トヨタ守山店
- ホンダカーズ滋賀東 守山東店

このほか、競合施設として数キロ離れた琵琶湖大橋東詰に大和システム運営の滋賀県最大のショッピングモールである「ピエリ守山」が2008年（平成20年）9月20日に開業している。